# Kayanza (commune)
Kayanza is een gemeente (commune) in de provincie  Kayanza in Burundi.  De hoofdplaats van de gemeente draagt dezelfde naam.